# Venijnboom
De venijnboom of taxus (Taxus baccata) is een conifeer uit de taxusfamilie (Taxaceae). Gewestelijk wordt hij soms met 'ijf' aangeduid. De boom komt van nature voor in Europa (waaronder de Benelux), het noorden van Afrika en het zuidwesten van Azië. Er zijn veel cultivars van bekend.

## Algemeen
De venijnboom is een langzaam groeiende plant en kan 12 tot 20 meter hoog worden. Hij is tweehuizig; er zijn mannelijke en vrouwelijke planten. De boom kan zeer oud worden. Er zijn exemplaren in Schotland bekend die van voor het begin van de jaartelling zijn.
De taxus is giftig voor mens en dier. Vergiftigingsgevallen bij paarden en vee komen voor, in de meeste gevallen veroorzaakt door het voeren van tuinsnoeisel. Dieren eten er normaliter niet van. Bij het zagen en de verwerking van venijnboomhout komt zaagsel met giftige bestanddelen vrij.
De giftige bestanddelen van de boom worden al heel lang gebruikt in medicijnen. Paclitaxel, een stof uit de taxus, is het meest gebruikte middel tegen bepaalde vormen van kanker. Een ander giftig bestanddeel van taxus is taxine. Het veroorzaakt hartritmestoornissen, hartstilstand, lever- en nierbeschadigingen.
De schijnbes, het rode omhulsel van het zaad, is niet giftig. Het smaakt heel zoet, op de rand van weeïg. De harde pit, het zaad, is daarentegen wel giftig.

## Plantengemeenschap
De venijnboom is een kensoort voor de klasse van eiken- en beukenbossen op voedselrijke grond.

## Mythologie
Yggdrasil, de 'Wereldboom' in de Noordse kosmogonie, werd in het verleden vaak geduid als een gigantische es. Wetenschappers zijn het er over eens dat er ooit een fout is gemaakt bij de interpretatie van de oude geschriften en dat de boom zeer waarschijnlijk een venijnboom is. De vergissing zou haar oorsprong vinden in een alternatief woord voor de taxusboom in het Oudnoords; namelijk 'naald es' (barraskr). Daarnaast wordt in oude bronnen, waaronder de Edda's, gesproken over een vetgrønster vida wat 'altijd groene boom' betekent. Een es verliest in de winter echter zijn bladeren, terwijl een taxus zijn naalden behoudt. In vergelijking met de es, heeft de taxus een veel langere levensduur. Zo is een taxus bekend bij Fortingall in Schotland die naar schatting meer dan 2000 jaar oud is. Bijzonder oude bomen werden ooit gezien als onsterfelijk en heilig.

## Cultureel gebruik
De venijnboom is geschikt als heg omdat hij zich makkelijk laat snoeien en goed vertakt. Ook een grote snoeibeurt wordt goed verdragen, een oude boom loopt gemakkelijk weer uit. Hierdoor is het mogelijk een taxus te kandelaberen. De boom is veel aangeplant op begraafplaatsen.

## Hout
Het hout van de venijnboom is in de kern oranjeachtig, bruin of soms purper. Het spinthout is geelwit of crèmekleurig en tekent zich sterk af tegen het kernhout. Het hout is hard, taai, vast, duurzaam en decoratief. Het is geliefd onder houtdraaiers en meubelmakers, ook omdat het hout weinig werkt en scheurt. Taxus groeit doorgaans traag, waardoor het hout een fijne structuur en nerf ontwikkelt, met fijne jaarringen en een fraaie tekening op het dosse vlak. Doordat taxus langzaam groeit en het vaak gedrongen bomen of struiken betreft, komt er niet veel bruikbaar zaaghout op de markt. Het is hierdoor relatief kostbaar. Het hout wordt ook voor luxe inlegwerk gebruikt.
Het hout is zeer buigzaam en wordt van oudsher gebruikt om bogen van te maken. Bij de Slag bij Azincourt (1415) gebruikten de Engelsen bogen van taxushout. Ook de boog van Ötzi is gemaakt van taxushout.
Taxushout behoort tot de zwaarste en duurzaamste naaldhoutsoorten.

## Aantastingen
Slecht groeiende venijnbomen in natte grond worden makkelijk aangetast door wortelrot veroorzaakt door Phytophthora, een schimmel. De taxuskever vreet aan de bladranden van de taxus. De larve ervan vreet niet alleen aan de wortels van de venijnboom, maar ook aan die van vaste planten.

## Oude bomen in Nederland en België
- In Arboretum Trompenburg te Rotterdam staat een venijnboom uit 1870.
- De Caesarsboom in Lo is een bezienswaardigheid van de stad.
- In Pinetum Ter Borgh bevat de verzameling Taxus baccata behalve de species ook 13 cultivars.
- Op het privéterrein van het Kasteel van Valduc in het Waals-Brabantse Hamme-Mille, een deelgemeente van Bevekom, staat een taxusboom met een stamomtrek van circa 5,35 m, gemeten op 20 cm hoogte. De boom staat in de kloostertuin van de voormalige abdij van Hertogendal, die dateert uit 1232.